# Magenta
Magenta eller fuksin är ett syntetiskt färgämne relaterat till anilinrött. Som färgord används magenta också för liknande nyanser som inte skapas av detta färgämne. Magenta är en av de tre grundfärgerna vid färgtryck. Namnet kommer av att färgämnets första producenter, i franska Lyon, döpte om det efter slaget vid Magenta 1859, där Frankrike stod på den segrande sidan.

## Egenskaper
Färgen magenta är röd med en blåaktig nyans. Alternativnamnet fuksin (tidigare fuchsin) har sitt namn efter fuchsians snarlika blomfärg. Den här blåaktigt röda färgen figurerar inte i regnbågens spektrum.
Komplementfärgen till magenta är grön.

## Användning
Förr användes magenta som färgämne i samband med färgning av ylle och siden.

### Tryckfärg
Idag är magenta en av tre primärfärger för trycksaker. Magenta förkortas M i CMYK-systemet, där CMYK står för Cyan, Magenta, Yellow och Key-color (svart).
Det färgämne som används är inte den ursprungliga anilinfärgen, utan exempelvis ett nyare organiskt färgämne inom gruppen kinakridonpigment eller azofärgämnet litolrubin BK.
I det subtraktiva färgblandningssystemet, där färger blir mörkare när de kombineras, erhålles "rent" röd färg när gul och magenta kombineras. Blå erhålles som en kombination av magenta och cyan.

### Webbfärg
Magenta är en av färgerna i webbfärgkartan X11. Exakt samma färg är också en av originalfärgerna i HTML 4.01, men där med namnet fuchsia. Dess koordinater visas i rutan här intill.
I det additiva färgblandningssystemet, där färger blir ljusare när de kombineras, erhålles  magenta när röd och blå sätts samman.